# La Vierge aux saints
La Vierge aux saints est une peinture sur bois datant de 1512. Elle mesure 2,52 m de haut pour 2,23 m de large. C'est un chef-d’œuvre de la renaissance italienne. Le tableau fut exécuté par le peintre toscan Fra Bartolomeo.

## Historique

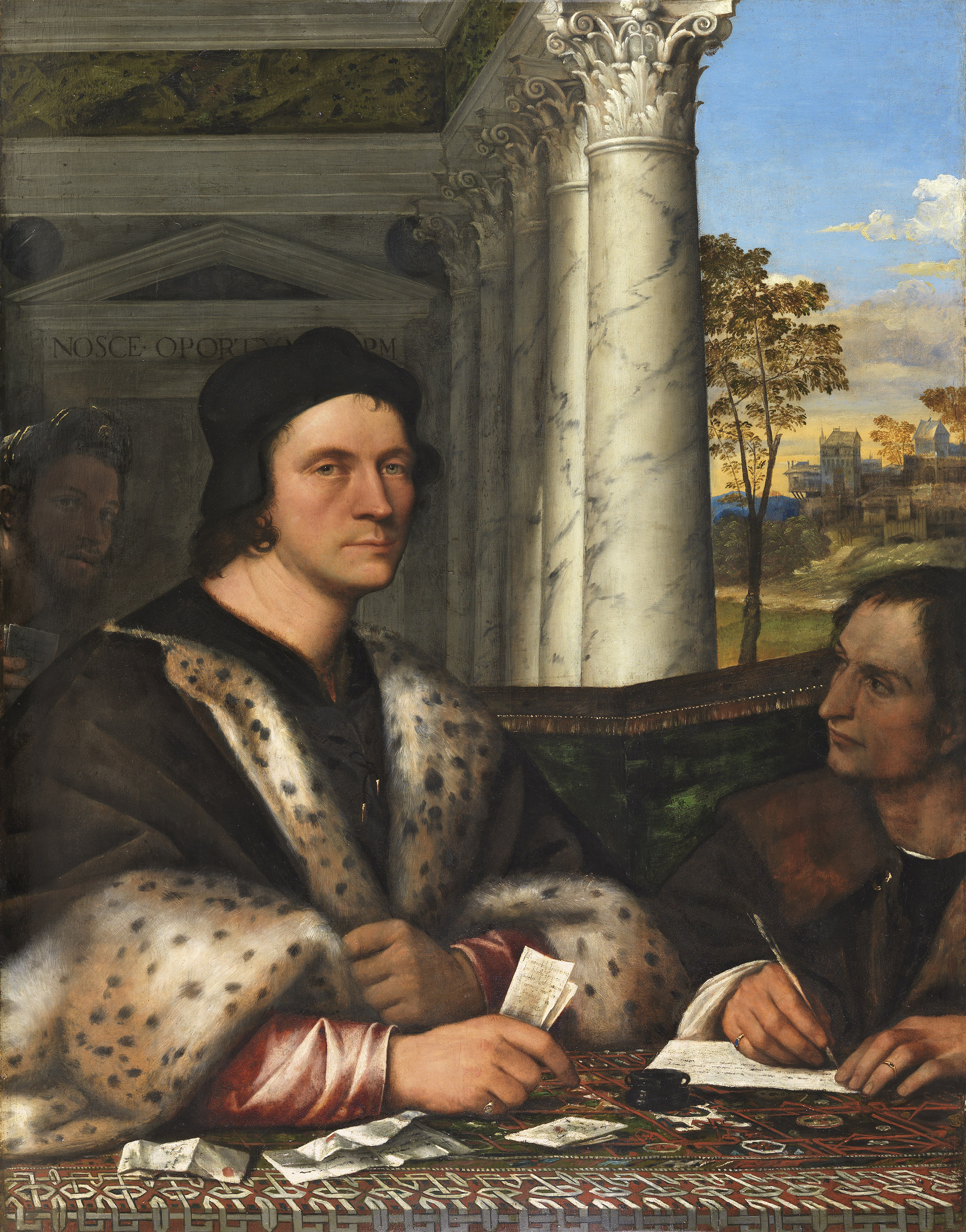
Ferry Carondelet par Sebastiano del Piombo, musée Thyssen-Bornemisza, Madrid.

En 1510, Marguerite d'Autriche envoie Ferry Carondelet à Rome comme ambassadeur. Il rencontre alors le peintre italien Fra Bartolomeo et lui commande une œuvre La Vierge aux saints, qu'il termine en 1512. Ferry Carondelet offre le tableau le 26 mai 1518 à la cathédrale Saint-Étienne de Besançon. 
À la suite de la première conquête française de Besançon en 1668, la cathédrale Saint-Étienne est menacée par la construction de la citadelle. En 1669 le mobilier de la cathédrale, dont le tableau de Fra Bartolomeo, est transporté dans l'autre cathédrale de la ville : Saint-Jean, où il se trouve encore aujourd'hui. 
Le tableau est classé en 1904 au titre d'objet.

## Composition
La scène se déroule à l'intérieur d'un édifice à l'architecture contemporaine. Au centre de la composition une Vierge à l'Enfant trônant sur un nuage porté par des anges occupe le volume de l'abside. Autour d'eux se trouvent cinq saints avec leurs attributs : Saint-Sébastien (à droite) reconnaissable aux flèches qui le transpercent. À sa gauche se trouve Saint-Étienne, le proto-martyr, avec une pierre sur la tête évoquant sa lapidation et tenant la palme des martyrs. Saint-Jean-Baptiste est agenouillé devant eux. Il est représenté de manière traditionnelle vêtu de poils de chameau et porte un bâton. Face à eux se trouve : en blanc Bernard de Clairvaux, important moine réformateur de l'Ordre de Cîteaux. Il est reconnaissable à sa robe de bure blanche, vêtement des moines cisterciens («  les moines blancs »). À sa droite se situe Saint-Antoine, considéré comme le fondateur de l'érémitisme. Il est identifiable à son bâton et à son vêtement sombre. Le dernier personnage, agenouillé à gauche, est le commanditaire Ferry Carondelet.
Une ouverture au fond de l'abside ouvre la perspective sur un parvis qui débouche dans un paysage idéal. Quatre personnages nus font face à une étendue d'eau que dominent les tours d'une muraille. On peut apercevoir un village sur la partie gauche de l'ouverture. Cette scène peut être rapprochée de l'arrière plan du Tondo Doni de Michel-Ange. Dans les deux cas il s'agit d'une évocation de l'humanité païenne antique.

## Dessins préparatoire
Le musée Boijmans Van Beuningen à Rotterdam conserve plusieurs dessins préparatoires.

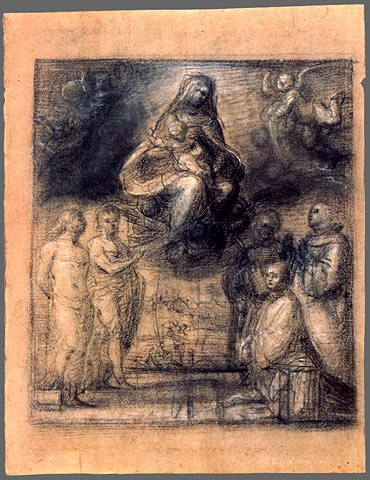
Composition.
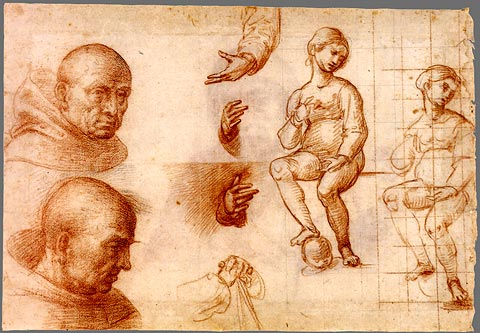
Vierge.
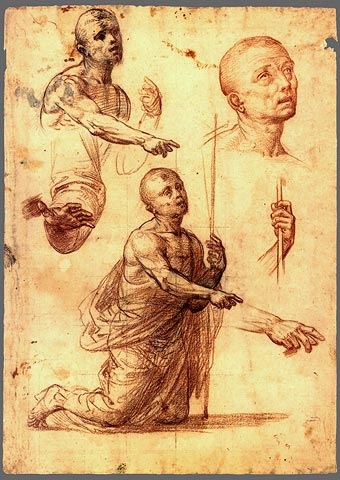
Saint Jean-Baptiste.
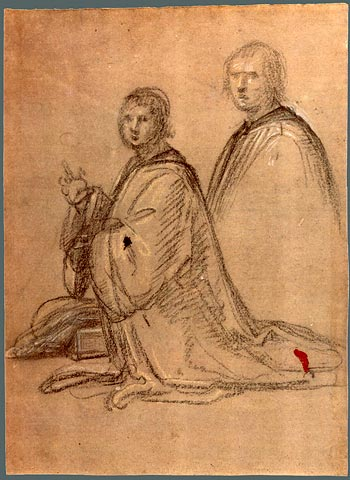
Ferry Carondelet.

## La lunette de Mariotto Albertinelli

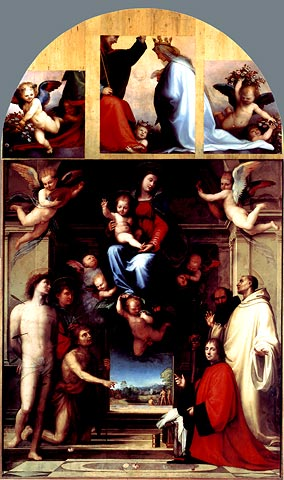
Le tableau avec les vestiges de sa lunette.

L'œuvre était autrefois surmontée d'une lunette représentant le couronnement de la Vierge par le Christ peinte par Mariotto Albertinelli, peintre qui travailla souvent en collaboration avec Fra Bartolomeo. Il subsiste, de cet élément, trois fragments présentés à la Staatsgalerie de Stuttgart.

## Postérité
L'œuvre eut une influence importante, comme le témoigne le nombre important de copies. Mais celles-ci incluent souvent des variantes, comme la Vierge de Ferry Carondelet (musée Condé) où le donateur est remplacé par sainte Madeleine. D'autres sont conservées au Soane's museum de Londres, à la société d'agriculture, sciences et art de la Haute-Savoie ou encore à Baume-les-Dames.